# Ванн (футбольный клуб)
«Ванн» (фр. Vannes Olympique Club) — французский футбольный клуб из одноимённого города, клуб был основан в 1998 году. Наивысшим достижением «Ванна» является выход в финал Кубка французской лиги в 2009 году. Сезон 2013/14 клуб провёл в «Лиге 3», третьем по силе дивизионе чемпионата Франции. В Лиге 1 клуб в своей истории не выступал. Летом 2014 года столкнулся с финансовыми проблемами и был переведён в региональный дивизион Бретани.

## Достижения
Кубок Французской лиги
- Финалист: 2008/09